# Агни
Вижте пояснителната страница за други значения на Агни.
Агни (на санскрит: अग्नि – „огън“) е индуско божество и един от най-важните ведически богове. Той е върховния бог на огъня и приемащ жертвоприношения. Жертвоприношенията, направени към бога Агни отиват при божествата, защото Агни е само пратеник от и към другите богове. Агни е вечно млад, защото огъня се обновява отново и отново всеки ден и е безсмъртен.
Агни, ведическият бог на огъня, има две глави, първата означава безсмъртието и другите две представляват непознатия символ на живота. Агни е направил прехода си като влиза в хиндуисткия пантеон на боговете, без да губи своето значение. Заедно с Варуна и Индра той е един от върховните богове на Ригведа. Той е връзката между небето и земята, между боговете и хората, той е свързан с ведическите жертвоприношения, приемайки жертвоприношения за другия свят в огъня си. В индуизма неговото превозно средство е овен.

## Етимология
Думата агни е санскритското име за „огън“ (съществително), сродно с латинското име игнис (корен на английската дума ignite(възпламени)), на руски огонь (огон), полски „ogień“, сърбо-хърватски oganj и литовски ugnis всички със значението на думата „огън“; с възстановен прото-индоевропейски корен, който е h₁égni-. Агни е в три форми: огън, мълния и Слънце.
В индуистките писания, Агни е бог на огъня, и е представен в много етапи на живота, като например отдавайки почитта си на раждане (дива лампа), рождени дни (свещи на торта за рожден ден), при молитви (дива лампа), сватби (ягна където младоженеца и булката обикалят в кръг 7 пъти) и при настъпването на смърт (кремация).

## Във Ведите
Агни е първата дума на първия химн на Ригведа:
на санскрит: ग्नि॒म् ई॑ळे पुरो॒हि॑तं यज्ञ॒स्य॑ देव॒म् ऋत्वि॒ज॑म् । होता॑रं रत्नधा॒त॑मम् ॥
agním īḷe puróhitaṃ / yajñásya devám ṛtvíjam / hótāraṃ ratnadhâtamam IAST

В началото призовавам Агни, първосвещеника, първожреца на обреда, божествения първосвещеник, Дарителя на богатство.
Той е върховен ръководител на религиозните церемонии и задължения, и има ролята на пратеник между смъртните и боговете. Всички ведически ритуали включват Агни, например сложният ритуал Агничаяна, който представлява наслагване на огнен жертвеник, както и ритуала Агнихотра, а именно, жертвоприношения към Агни.
В Ригведа често се посочва, че Агни произлиза от водата и че живее в нея. Той по произход е сроден със Апам Напат, който също понякога се описва като огън, произтичащ от водата, чието естествено обяснение може да се отнася за пламъците от природен газ и петрол, които извират на повърхността чрез вода, или като седемте лъча или ленти на светлината на дъгата. Други имена в Ригведа, епитети и аспекти на Агни са включително Матаришван, Джатаведа и Бхарата.